# 卡氏棘胎鳚
卡氏棘胎鳚（學名：Acanthemblemaria castroi），為輻鰭魚綱鳚形目煙管鳚科棘胎鳚屬的一種，被IUCN列為易危保育類動物，分布於東南太平洋加拉巴哥群島海域，深度1至23公尺，本魚體延長、頭短鈍，頭頂上的眼睛後面有粗糙的脊，但有時會出現較弱的刺，鼻孔上、眼上方有觸鬚，口腔頂部側有兩排發育良好的牙齒，頭部上方為灰褐色，卷鬚淡黃色，喉嚨和下巴有黃色斑點，體紅褐色，沿身體側面中央有約10個白色斑點，背鰭基部有第二排略呈菱形的淺色斑紋，頭部和身體上有許多藍點，體長可達6公分，棲息在珊瑚礁區，通常躲在空的藤壺殼中，雌魚產附著性卵，由雄魚守護魚卵，生活習性不明。